# Földi Levente
Földi Levente (Budapest, 1996. augusztus 6. –) magyar szinkronrendező, produkciós vezető.
Pályáját az Active Kommunikációs Kft.-ben kezdte 2018-ban mint produkciós vezető, majd a cégen belül lett szinkronrendező 2019-ben. Az első munkái között szerepel a The Walking Dead 10. évada, az Ifjú Sheldon 3. évada, az Amerika Huangjai 5. évada és a Könnyű, mint a pehely mindkét évada. 
Azóta az Sdi Media Hungarynél dolgozik szinkronrendezőként, ahol olyan sorozatokon dolgozott, mint az NCIS: New Orleans 5. évad vagy az új Disney-rajzfilmsorozat, a The Owl House.